# Дорофєєв Сергій Олександрович
Сергі́й Олекса́ндрович Дорофє́єв (11 червня 1983) — український футболіст та футзаліст, відомий завдяки виступам у складі білоцерківської «Росі» та київського «Арсенала».

## Життєпис
Сергій Дорофєєв розпочинав кар'єру в складі аматорського клубу «Податкова академія» (Ірпінь) у 2000 році. Наступного року захищав кольори «Факела» з Варви. На професійному рівні дебютував 24 липня 2004 року в поєдинку білоцерківської «Росі» з нікопольським «Електрометалургом-НЗФ». Загалом грав за «Рось» протягом двох сезонів.
У 2006—2007 роках виступав за любительські команди «Грань» з Бузової та «Баришівка». На початку 2011 року брав участь у іграх чемпіонату України з футзалу, захищаючи кольори київського «Метрополітену», а другу половину року розпочав у футбольному клубі «Буча», що виступав у змаганнях аматорських колективів. З 2013 року — гравець ФК «Бровари».
У 2015 році приєднався до відродженого київського «Арсенала», у складі якого виступав спочатку в чемпіонаті Києва, а згодом і в другій лізі. Втім, після появи у складі киян більш досвідчених футболістів, знову повернувся до змагань аматорів. У 2016 році грав у чемпіонаті області в складі «Патріота» з Баришівки, а 2017 рік розпочав у «Авангарді» з Бзова. Окрім того, протягом кар'єри встиг засвітитися у складі «Путрівки» та «Ірпіня».

## Цікаві факти
- У більшості професійних та аматорських колективах Сергій Дорофєєв виступав пліч-о-пліч з Сергієм Панфіловим[1].
- У 2014 році Дорофєєв став лідером за кількістю матчів, проведених у чемпіонаті Київської області за часів незалежності України[2].